# Шанцев, Александр Александрович
Александр Александрович Шанцев (род. 11 марта 1953, Южа, Ивановская область) — полковник Железнодорожных войск РФ в отставке, строитель Байкало-Амурской магистрали, Герой Социалистического Труда (1984).
По состоянию на 2019 год полковник Шанцев — председатель Комитета Героев Социалистического Труда Санкт-Петербурга и Ленинградской области.

## Биография
Родился 11 марта 1953 года в городе Южа в крестьянской семье. Русский. Член КПСС с 1976 года. Вырос в деревне Давыдовка Пестяковского района, в селе Демидово окончил школу-семилетку. Отец — Александр Васильевич — работал комбайнером и часто брал сына в страду в поле. С родителями переехал в посёлок Центральный Володарского района Горьковской (ныне Нижегородской) области. Здесь в 1971 году окончил среднюю школу. Выбор профессии определило соседство полигона железнодорожных войск, который располагался в этом посёлке.
В 1975 году окончил Ленинградское высшее ордена Ленина Краснознаменное училище железнодорожных войск и военных сообщений им. М. В. Фрунзе. Написал рапорт и по собственному желанию был направлен на строительство Байкало-Амурской магистрали. Начал службу командиром взвода, затем был заместителем командира роты. Молодой офицер с первых дней проявил себя волевым инициативным и грамотным командиром. Хорошее знание техники, личный пример, помогли завоевать авторитет в батальоне механизации. С каждым километром насыпи новой магистрали росли опыт и командирское мастерство Шанцева.
Через два года, в 1977 году, молодой офицер был назначен командиром роты. Рота Шанцева добилась почётного звания отличной и подтверждала его несколько лет подряд. За досрочное выполнение заданий 10 пятилетки по строительству восточного участка БАМ награждён орденом Красной Звезды.
Шесть с половиной лет командовал ротой, которой поручалось выполнение особо ответственных и сложных участков по сооружению земляного полотна и разработке скальных выемок. Как отмечалось в наградном листе на присвоения звания Героя Социалистического Труда «выполнение плана строительно-монтажных работ ротой ежегодно составляло 15-120 %. Всего за это период ротой выполнено 1,2 млн кубометров земляных работ, подготовлено с высоким качеством 40 км земляного полотна под укладку главного пути». Рота всегда выполняла поставленные задачи в нужные сроки. Рост производительности труда за 4 года 11-й пятилетки составил 21,6 %.
В 1983 году как один из передовых офицеров был назначен на должность заместителя командира по технической части — начальника технической части отдельного железнодорожного батальона механизации, а в 1984 году — на ту же должность в отдельном путевом железнодорожном батальоне.
Указом Президиума Верховного Совета СССР («закрытым») от 25 октября 1984 года за выдающиеся успехи при сооружении Байкало-Амурской магистрали, обеспечение досрочной укладки пути на всем её протяжении и проявленный при этом героизм капитану Шанцеву Александру Александровичу присвоено звание Героя Социалистического Труда. В том же 1984 году ему было присвоено звание майора.
В 1985 году майор Шанцев убыл на учёбу. В 1988 год успешно окончил Военную академию тыла и транспорта в Ленинграде. Продолжал службу в частях железнодорожных войск в Брянске. С 1991 года — в 9-х Высших центральных офицерских курсах железнодорожных войск (г. Петергоф): заместитель командира батальона по технической части, затем командир батальона. С 1995 года — заместитель начальника, начальник учебного отдела тех же курсов. С мая 2000 года полковник Шанцев в запасе. Награждён орденами Ленина, Красной Звезды, медалями.
Живёт в городе Санкт-Петербурге. 7 июля 2019 года полковник Шанцев вместе с сослуживцем по БАМу, экс-заместителем командующего Железнодорожными войсками РФ, генерал-лейтенантом Евгением Калинкиным принял участие в праздничных мероприятиях в Тынде, приуроченных к 45-летию начала интенсивного строительства БАМа.
По состоянию на 2019 год Александр Шанцев является председателем Комитета Героев Социалистического Труда Санкт-Петербурга и Ленинградской области.

## Награды
- медаль «Серп и Молот» (25.10.1984),
- орден Ленина (25.10.1984),
- орден Красной Звезды (05.02.1981),
- медали.